# Hanstholmvej (Nors)
 Hanstholmvej  er en 2 sporet motortrafikvej mellem landsbyerne Skinnerup og Sønderby på Thy. Den er en del af primærrute 26 mellem Aarhus og Hanstholm.
Vejen starter nord for Skinnerup og føres mod nord. Den passerer derefter Skinnerup Mark i et tilsluningsanlæg med frakørsel til Nors S. Derefter føres den som omfartsvej øst om byen Nors og passerer Hillerslevvej i et tilslutningsanlæg, med frakørsel til Nors og Hillerslev. Motortrafikvejen ender syd for Skinnerup, og forsætter videre som almindelig hovedlandevej mod Hanstholm og Thisted Lufthavn.
| Trafik | Spire Denne trafikartikel er en spire som bør udbygges. Du er velkommen til at hjælpe Wikipedia ved at udvide den. |

57°00′51″N 8°41′18″Ø / 57.0143°N 8.6883°Ø